# Villamanca (Tobillas)
Villamanca es un despoblado que actualmente forma parte del concejo de Tobillas, que está situado en el municipio de Valdegovía, en la provincia de Álava, País Vasco (España).

## Toponimia
A lo largo de los siglos ha sido conocido también con el nombre de San Pedro de Villamanca.

## Historia
Consta como documentado en el diccionario Madoz, tanto en la definición de Tobillas como en la de Villamanca. En el segundo caso, aparece descrito en el decimosexto y último volumen con las siguientes palabras:

VILLAMANCA (San Pedro de): desp. en la prov. de Alava, part. jud. de Añana, ayunt. de Valdegovia, térm. de Tobillas.
(Madoz, 1850, p. 178)